# Herzogobryum atrocapillum
Herzogobryum atrocapillum är en bladmossart som först beskrevs av Hook.f. et Taylor, och fick sitt nu gällande namn av Riclef Grolle. Herzogobryum atrocapillum ingår i släktet Herzogobryum och familjen Gymnomitriaceae. Inga underarter finns listade i Catalogue of Life.